# UAZ-469B
La UAZ-469B è un fuoristrada sovietico costruito dalla UAZ a partire dal 1972 in sostituzione della GAZ-69.
La UAZ-469B è la versione civile della UAZ-469, veicolo utility e comando della classe 3/4 Ton destinato a sostituire la GAZ-69 nelle sue diverse versioni in seno alle forze armate sovietiche.

## Storia
La gestazione del veicolo è stata particolarmente lunga e laboriosa, con i primi progetti risalenti al 1956 e con indirizzi tecnici più volte riveduti e corretti, frutto delle esigenze di creare un veicolo in grado di operare dalle temperature al di sotto dei -30 °C della Siberia fino ai 50 °C dei deserti.
Alla fine, soprattutto per ottenere un basso costo di produzione standardizzando quanto più possibile l'uso di componenti utilizzati per la produzione di altri veicoli, si optò per l'adozione della meccanica del furgone UAZ-452, in produzione presso gli stessi stabilimenti dal 1966, che a sua volta adottava trasmissione finale della GAZ-69 e motorizzazione della berlina GAZ M-21 Volga.
Dopo 10 anni di severi test volti ad assicurare ottime prestazione in fuoristrada, robustezza e affidabilità, la produzione ha inizio il 15 dicembre 1972 con l'uscita dalle catene di montaggio della prima UAZ-469B prodotta in serie.
La produzione cesserà a giugno del 1985, quando la UAZ-469B lascerà il posto alla UAZ-31512, a sua volta versione civile della nuova UAZ-3151 destinata all'Armata Rossa, portando con sé importanti modifiche sia meccaniche che estetiche al modello originario tra i quali differenziali con rapporti più lunghi, freni a doppio circuito, comando idraulico della frizione, ecc.

## Tecnica
La versione civile UAZ-469B differisce dalla 469 destinata all'Armata Rossa, prodotta a partire dal 1973, fondamentalmente per l'adozione dei ponti tipo GAZ-69 (luce minima da terra 22 cm.) in luogo dei ponti con riduzione a cascata d'ingranaggi sui mozzi, detti "ponti a portale" (luce minima da terra 30 cm.), e da un motore con impianto elettrico non schermato e anfibio, come invece presente sulla versione militare. Anche la UAZ-469B ostenta interamente l'origine militare semplice, robusta e razionale del progetto, si pensi ad esempio alla capacità di guado senza preparazione di ben 80 cm.
Il veicolo può trasportare 7 passeggeri, 5 disposti frontemarcia e 2 lateralmente, e 100 kg di carico oppure 2 passeggeri e 600 kg di carico, con capacità di traino di circa 750 kg nella sua configurazione originale.
Inizialmente la UAZ-469B adottava il motore benzina UMZ-451M a 4 cilindri in linea di 2445 cc distribuzione ad albero a camme laterale, 72CV ed una notevolissima coppia motrice già a pochissimi giri, coadiuvato da un cambio 4 marce con sincronizzazione solo sulle 3ª e 4ª marcia in blocco con il riduttore. A partire dal 1980, la UAZ-469B uscì dalle linee di produzione con il più potente motore UMZ-414 da 80CV, sostituito a sua volta dall'UMZ-417, utilizzato dalla berlina GAZ-24 Volga.
Il veicolo adotta particolari soluzioni già viste sulla GAZ-69 e sul UAZ-452, quali il doppio serbatoio (78 litri di capacità totale) ed il posizionamento delle molle a balestra sopra i ponti, tipico dei veicoli da trasporto pesante, ma anche antiquate soluzioni tecniche ereditate dalla GAZ-69 quali ammortizzatori a leva e impianto frenante a singolo circuito con pompa senza servoassistenza.
Nel 1980 la UAZ-469 ricevette un importante ammodernamento: un motore più potente, gli ammortizzatori a leva fecero posto ai più moderni ammortizzatori a stelo, l'impianto elettrico fu rimodernato con l'adozione di un nuovo gruppo luce di posizione, dei fanali posteriori e delle frecce laterali, infine il pacco balestre posteriori fu snellito passando da 9 a 7 fogli.
A partire dal Giugno 1985, la UAZ-469B fu sostituita dalla UAZ-31512, a sua volta versione civile della nuova 3151 destinata all'Armata Rossa, portando con sé importanti modifiche sia meccaniche che estetiche al modello originario quali differenziali con rapporti più lunghi, freni a doppio circuito, comando idraulico della frizione ecc.. Nel 2016 la casa automobilistica russa, per adeguarsi alle nuove leggi sulla sicurezza, dota le nuove Hunter 31519 di spia e cicalino acustico cinture di sicurezza non agganciate e di una terza cintura con ancoraggi ISOFIX posteriore per ancorare il seggiolino dei bambini .

## La UAZ in Italia
A differenza della UAZ-469 destinata unicamente alle forze armate interne, la UAZ-469B fu ampiamente esportata sia ad uso civile che militare in tutti i paesi ad influenza sovietica, ma anche in Italia, unico paese occidentale, dove l'esemplare di preserie n.13 fu presentato dai F.lli Martorelli e dall'Avtoexport al Salone dell'Auto di Torino dell'ottobre 1972. 
Lo stesso importatore milanese Martorelli a partire dalla metà degli anni '70 provvederà a rimotorizzare la UAZ-469B, montando in alternativa al motore originale russo a benzina svariati motori: i Diesel Peugeot da 2100 cm³, 2300 cm³ e 2500 cm³, in seguito il prestante 1995 cm³ bialbero FIAT a benzina e infine il 2400 cm³ TurboDiesel prodotto dalla VM Motori di Cento (Italia) e montato anche sulle Alfa Romeo 75 e Alfa Romeo 90. Pochi esemplari hanno adottato anche le motorizzazioni diesel OM 3500 nella metà degli anni '70, Sofim 2500 nella prima metà degli anni '80 e diesel Peugeot da 2100 cm³ 12V dalla seconda meta anni '90.
Ancora oggi la datata ma inossidabile "UAZ-469B" rivive nella produzione della "Hunter" e "Tigr", veicoli strettamente derivati dalla primogenitrice, con diverse sospensioni e trasmissione, motorizzata da tre nuovi motori meno inquinanti: due ZMZ a benzina di cui il primo un 2693 cm³ a iniezione da 128 cv e il secondo un 2900 cm³ a carburatori da 84 cv e inoltre un Andoria TurboDiesel da 85cv.

## Motorizzazioni

### Benzina
| Modello                  | Motore     | Cilindrata cm³ | Potenza                     | Coppia motrice       | Velocità km/h | Peso Kg |
| UMZ-451M                 | 4 cilindri | 2445           | 53 kW (72 cv @ 4000 rpm)    | 166 N·m @ 2500 rpm   | 100           | 1540    |
| UMZ-414                  | 4 cilindri | 2445           | 58 kW (78 cv @ 4000 rpm)    | 166 N·m @ 2500 rpm   | 115           | 1540    |
| UMZ-417                  | 4 cilindri | 2445           | 59 kW (80 cv @ 4000 rpm)    | 166 N·m @ 2500 rpm   | 115           | 1650    |
| FIAT 2.0 Bialbero        | 4 cilindri | 1995           | 82 kW (112 CV @ 5600 rpm)   | 164 N·m @ 4800 rpm   | 140           | 1670    |
| ZMZ 409.10 2.7 16Valvole | 4 cilindri | 2690 cc        | 94.1 kW (128 CV @ 4600 rpm) | 209,7 N.m @ 2500 rpm | 150           | 1845    |

### Diesel
| Modello                             | Motore     | Cilindrata cm³ | Potenza                   | Coppia motrice     | Velocità km/h | Peso Kg |
| Peugeot-Indenor 2.1 Diesel XDP 4.90 | 4 cilindri | 2112           | 43 kW (59 cv @ 4250 rpm)  | 128 N·m @ 2400 rpm | 115           | 1620    |
| Peugeot-Indenor 2.3 Diesel XD2P     | 4 cilindri | 2304           | 46 kW (62 cv @ 4250 rpm)  | 128 N·m @ 2400 rpm | 115           | 1620    |
| Peugeot-Indenor 2.5 Diesel XD3P     | 4 cilindri | 2498           | 56 kW (73 cv @ 4500 rpm)  | 150 N·m @ 2000 rpm | 120           | 1630    |
| VM Motori HR492HT (turbodiesel)     | 4 cilindri | 2393           | 74 kW (100 CV @ 4200 rpm) | 220 N·m @ 2400 rpm | 140           | 1670    |
| PSA 2.1 12V Diesel XUD11A           | 4 cilindri | 2138           | 61 kW (83 CV @ 4600 rpm)  | 147 N·m @ 2000 rpm | 130           | 1680    |
| ZMZ 2.3 16V TD                      | 4 cilindri | 2285           | 83 kW (114 CV @ 3500 rpm) | 270 N.m @ 2800 rpm | 150           | 1890    |